# Oidium pullorum
Oidium pullorum är en svampart som beskrevs av Jungherr 1934. Oidium pullorum ingår i släktet Oidium och familjen Erysiphaceae.   Inga underarter finns listade i Catalogue of Life.